# اللافتات ثنائية اللغة

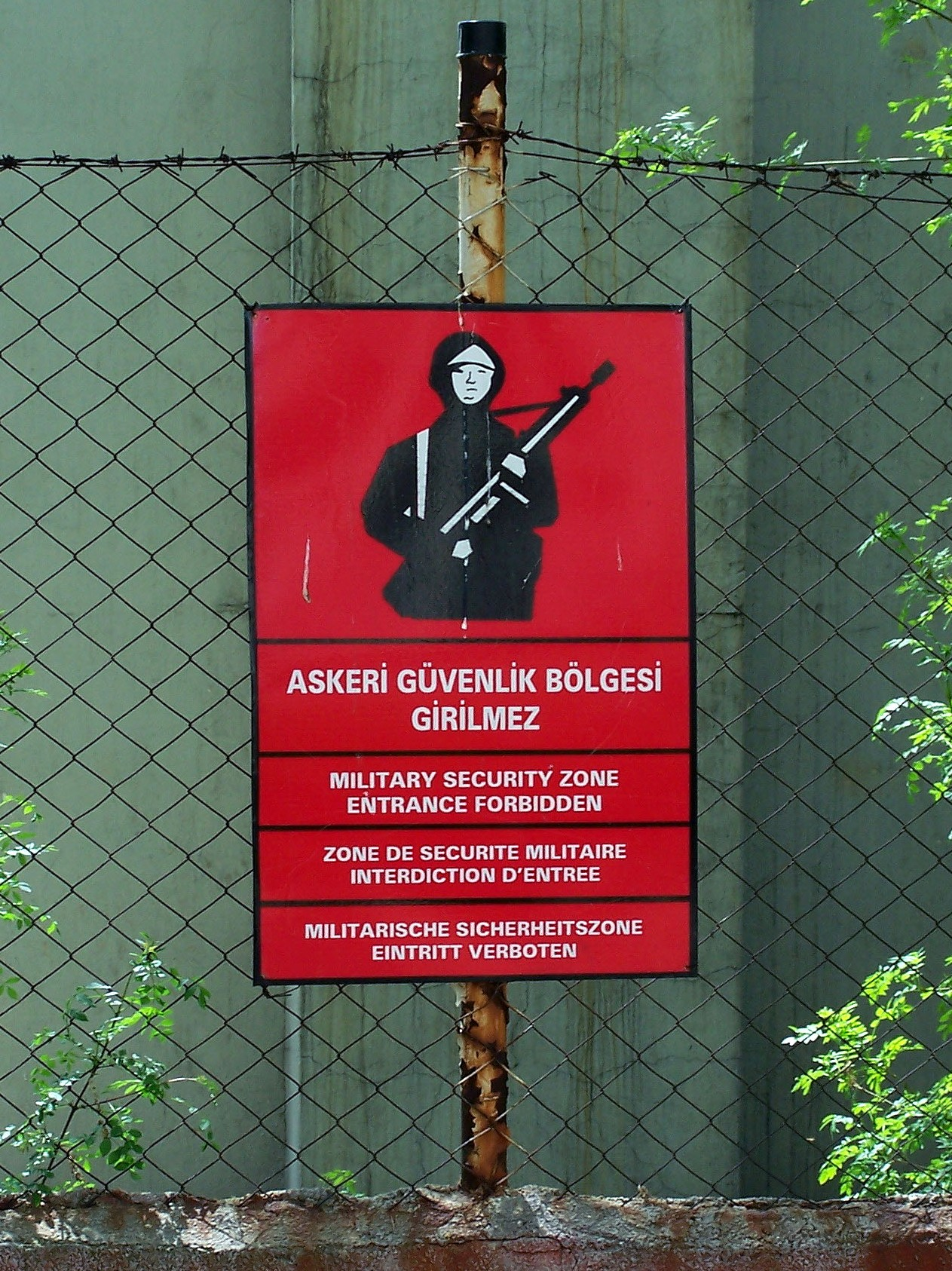
لافتة تحذيرية على سياج المنطقة العسكرية في تركيا، بالتركية والإنجليزية والفرنسية و.

اللافتات ثنائية اللغة هي تمثيل الإشارات بالنصوص والتي عادةً ما تكون اشارات مرور أو اشارات السلامة أو إشارات إعلامية على لوحة بأكثر من لغة واحدة. وعادة ما يكون استخدام اللافتات ثنائية اللغة مقيداً لحالات معينة، كالأماكن التي تدار قانونياً بشكل ثنائي اللغة أو في الحدود الوطنية. وتستخدم أيضا عندما يكون هناك مصلحة سياحية أو تجارية ذات صلة، على سبيل المثال في المطارات، ومحطات القطار[ ؟ ]، والموانئ، ونقاط التفتيش الحدودية، ومناطق الجذب السياحي، والمسارات الدولية، والمؤسسات الدولية وما إلى ذلك. وتوجد الاستخدامات غير الرسمية للافتات ثنائية اللغة كثيرا ًفي الأعمال التجارية والمناطق التي يوجد فيها اشخاص ثنائيون اللغة بكثرة كما هو الحال في المناطق التي تستقر فيها تجمعات كبيرة من المهاجرين. وتستخدم اللافتات ثنائية اللغة على نطاق واسع في المناطق التي لا تستخدم لغاتها الام الأبجدية اللاتينية حيث تشمل هذه اللافتات نقل أسماء المواقع الجغرافية والترجمة الاختيارية للنصوص التكميلية والتي تكون غالباً إلى اللغة الإنجليزية.
وبعيداً عن ثنائية اللغة، هناك اتجاه عام نحو استبدال الرموز الموحدة دولياً والصور التوضيحية لنص.

## اللافتات ثنائية اللغة حول العالم
وقد شهد استخدام اللافتات ثنائية اللغة انتشاراً ملحوظا في الآونة الأخيرة. وخاصة في العالم الغربي وازدهرت الزيادة في ثنائية اللغة هناك بزيادة السفر الدولي وحساسية أكبر لاحتياجات الأقليات العرقية واللغوية.

## أوروبا

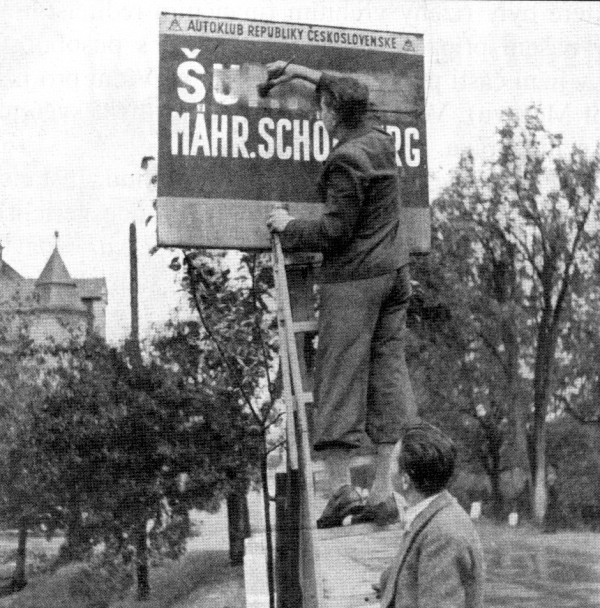
محو الأسماء التشيكية من قبل الألمان السوديتن بعد أن قامت ألمانيا بضم تشيكوسلوفاكيا في عام 1938

ظهرت اللافتات ثنائية اللغة في أماكن مثل بلجيكا، بسبب التعايش ما بين المجتمعات الناطقة بالهولندية والمجتمعات الناطقة بالفرنسية، وخاصة في المنطقة الوسطى من البلد بالقرب من بروكسل. وتعتبر اللافتات ثنائية اللغة استعداد بسيط لاستيعاب جميع المواطنين على قدم المساواة. ونتيجة لذلك فإن جميع لافتات الشوارع في منطقة العاصمة بروكسل هي لافتات ثنائية اللغة باللغتين الهولندية والفرنسية.
وهناك العديد من المقاطعات في سويسرا مثل برن وفريبورغ أو فاليه وغراوبوندن وبلدات مثل بيال\ بيان ومورتينا وفريبورغ وسايدرس وديسينتيس\مستر، حيث يوجد بها لغتان رسميتان، أو كما في حالة واحدة مثل غروبوندن، يوجد بها ثلاث لغات رسمية. وبالتالي فإن اللافتات هي لافتات متعددة اللغات. وبالنسبة لبلدة بيال\بيان فكلا اسما المدينة بالالمانية[ ؟ ] والفرنسية على حد سواء دائما ما يكون مكتوباً رسمياً مع الاسم المركب. ويحصل ذلك في ديسينتيس\مستر باللغتين الألمانية والرومانيه.
وهناك مثال اخر، وهي جنوب تيرول الناطقة باللغة الألمانية والتي تم ضمها إلى إيطاليا خلال الحرب العالمية الأولى، وأصبحت في نهاية المطاف محل تركيز سياسات الاستيعاب. (على سبيل المثال، تحويل أسماء المواقع الجغرافية إلى الإيطالية من قبل ايتوري تولومي)، ومراعاةً للمعاهدات الدولية اضطرت إيطاليا في نهاية المطاف بالاعتراف بمواطنيها الناطقين بالألمانية واستيعابهم من خلال استخدام الإشارات ثنائية اللغة واتخاذ تدابير أخرى لا تحصى. وتختلف حالة الأقلية السلوفينية التي تعيش في مقاطعات تريستا وغوريزيا وأودين اختلافاً كبيرا، حيث أصبحت الإشارات ثنائية اللغة في السنوات الأخيرة مرئية فقط في البلدات الصغيرة رغم أن هذه الحقوق تمنحها المعاهدات الدولية.
وفي اليونان جميع اللافتات تقريباً ثنائية اللغة، حيث يكون النص اليوناني مكتوبا باللون الأصفر والإنجليزية باللون الأبيض. أما إذا كانت اللافتة باللغة اليونانية فقط، فغالباً ما يكون هناك لافتة مكافئة لها باللغة الإنجليزية في مكان قريب.
وفي اسبانيا تظهر اللافتات ثنائية اللغة، باللغتين المحلية والاسبانية بشكل غير منتظم في المجتمعات المحلية المستقلة في كل من غاليسيا[ ؟ ] والباسك ونافار وكاتالونيا وبلنسية وجزرالبليار.

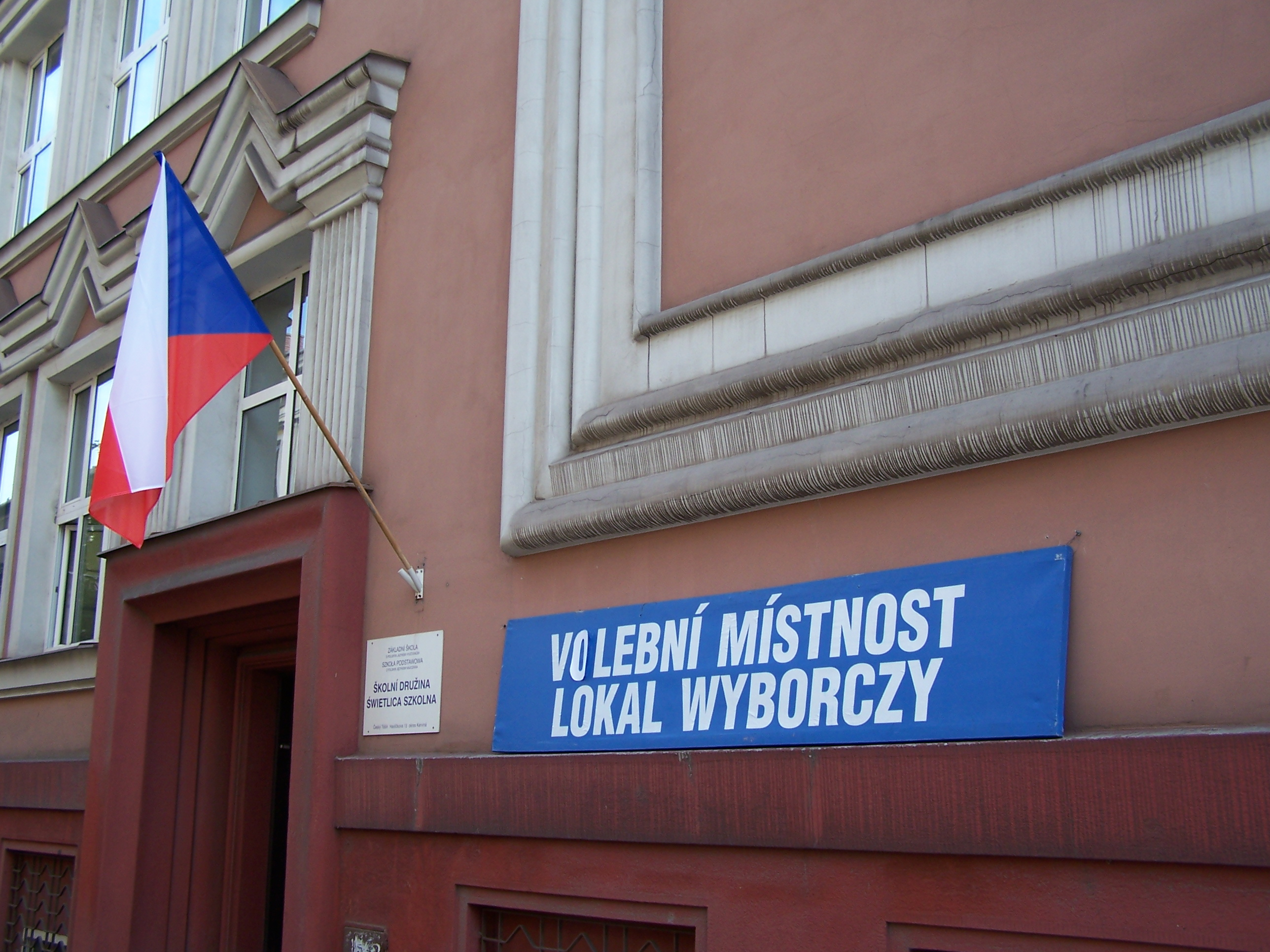
اللافتات ثنائية اللغة التشيكية والبولندية خلال الانتخابات البلدية في تشسكي تيسين في جمهورية التشيك.

وتستخدم اللافتات ثنائية اللغة أيضا في جمهورية ايرلندا في جميع الطرق والبلدات والمباني المهمة وغيرها. حيث يتم كتابة اسمها باللغتين الأيرلندية والإنجليزية. وتظهر اللغة الأيرلندية في الجزء العلوي من اللافتة (وعادة ما يكون بنص مائل) مع اللغة الإنجليزية تحتها. والإستثناء من ذلك هو في مناطق غايلتاشت، حيث لاتستخدم إلا لافتات اللغة الإيرلندية.
وظهرت اللافتات متعددة اللغات في فنلندا في نهاية القرن التاسع عشر. وكانت اللافتات باللغات الرسمية وهي السويدية، والفنلندية إضافةً إلى الروسية أيضاً في تلك الفترة. وبعد استقلال فنلندا، أصبحت اللافتات ثنائية اللغة باللغتين الفنلندية والسويدية في المناطق ثنائية اللغة الرسمية من البلاد، وثنائية اللغة باللغتين الصامية والفنلندية في الأجزاء الشمالية من البلاد.
وتستخدم اللافتات ثنائية اللغة في المملكة المتحدة وفي ويلز اللغتان الويلزية والانجليزية هي اللغتان الرسمية، ومعظم لافتات الطرق ثنائية اللغة. وتقرر كل سلطة محلية أي لغة هي التي تعرض أولاً.
وتظهر اللغة الغيلية الاسكتلندية في اسكتلندا بشكل متزايد على لافتات الطرق وليس فقط في الشمال الغربي وعلى الجزر ولكن أيضاً على الطرق الرئيسية. وتستخدم لافتات محطة القطار ثنائية اللغة بشكل متزايد على المباني العامة مثل البرلمان الأسكتلندي.
وفي أجزاء من سلوفينيا حيث تعتبر اللغات غير اللغة السلوفينية هي الرسمية وهي اللغة الإيطالية في أجزاء من استريا السلوفينية، واللغة الهنقارية في أجزاء من بريكمورج. ويطلب القانون وضع جميع اللافتات الرسمية بما في ذلك لافتات الطرق بكلا اللغتين. ولا تطبق هذه اللائحة دائماً على نحو صارم الا أن جميع لافتات الطرق في هذه المناطق ثنائية اللغة.
وفي العديد من مناطق بولندا تستخدم اللافتات ثنائية اللغة: اللغتان البولندية والروثينية في ليمكيفشينا واللغتان البولندية والألمانية في سيليسيا العليا واللغتان البولندية والليتوانية في بلدة بوسك واللغتان البولندية والكاشوبية في بوميرانيا.
أما في تركيا فتستخدم اللافتات ثنائية اللغة باللغتين التركية والكردية في منطقة شرق الأناضول، والمطارات والمناطق السياحية التي تتضمن اسم المنطقة باللغة الإنجليزية بعد اسمها باللغة التركية.
ولدى المطارات الأوروبية لافتات ثنائية اللغة بشكل عام إضافة إلى اللغة المحلية والإنجليزية على الرغم من وجود اختلافات كبيرة بين البلدان. وفي الدول متعددة اللغات مثل بلجيكا وسويسرا، تتضمن المطارات عموماً لافتات بثلاث أو أربع لغات. وتستخدم بعض المطارات مثل مطار سخيبول أمستردام من قبل المسافرين الدوليين في المقام الأول، ويتم استخدام اللافتات أحادية اللغة باللغة الإنجليزية، حتى لو كانت موضوعة في بلد غير ناطق باللغة الإنجليزية.

## أمريكا الشمالية

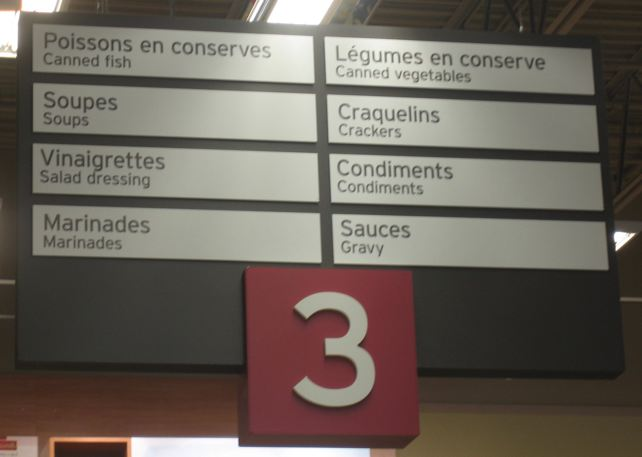
لافتة ثنائية اللغة في سوبرماركت في كيبيك مع نص فرنسي غالب بشكل ملحوظ

تعتبر حكومة كندا ومقاطعة نيو برونزويك ثنائية اللغة باللغتين الإنجليزية والفرنسية، ولذلك فان جميع اللافتات الصادرة والمنظمة من قبل تلك الحكومات هي لافتات ثنائية اللغة بغض النظر عن مكان وجودها، ولافتات الطريق الإقليمية هي أيضا لافتات ثنائية اللغة في المناطق الفرنسية المعينة من مانستوبا وأنتاريو. ويعود القرار إلى كل سلطة محلية في اختيار اللغة التي توضع أولاً. ومعظم المطارات في كندا لديها لافتات ثنائية اللغة باللغتين الإنجليزية والفرنسية. اما اللافتات في مطار فانكوفر الدولي فهي لافتات متعددة اللغات بشكل متزايد باللغات الإنجليزية والفرنسية والصينية والكورية واليابانية والبنجابية والتي يتم تمريرها الكترونياً على الشاشات.
في مقاطعة نوفا سكوتيا، وتحديدا في جزيرة كيب بريتون يوجد عدد من لافتات أسماء الأماكن ثنائية اللغة، وتكون باللغتين الإنجليزية والجيلية الاسكتلندية.
وتعتبر نونافوت وهي منطقة إنويت ثنائية اللغة رسميا باللغتين الاينوكتيتوتية والإنجليزية، بحيث يتم نشر اللافتات الصادرة عن الحكومة الإقليمية بكلتا اللغتين. بينما ظلت لافتات الطرق المحلية باللغة الإنجليزية فقط. [بحاجة لمصدر]
وتعتبر اللغة الكيبيكية لغة غير رسمية رسميا في فرنسا، واستخدام لغات أخرى مقيد بموجب ميثاق اللغة الفرنسية. ويسمح للافتات التجارية في كيبيك بتضمين نصوص بلغات أخرى غير الفرنسية طالما أن الفرنسية هي الغالبة بشكل ملحوظ.
في بعض الأماكن القريبة من الحدود بين الولايات المتحدة والمكسيك، بعض اللافتات ثنائية اللغة باللغتين الإنجليزية والإسبانية.[بحاجة لمصدر] وبعض اللافتات بالقرب من الحدود الأمريكية الكندية ثنائية اللغة باللغتين الإنجليزية والفرنسية بالإضافة إلى ذلك، فإن المراكز المدنية الكبيرة مثل مدينة نيويورك وشيكاغو وغيرها، لديها لافتات ثنائية اللغة ومتعددة اللغات في الوجهات الرئيسية. هناك عدد قليل من اللافتات ثنائية اللغة بالإنجليزية والروسية في ألاسكا الغربية. ويتطلب في ولاية تكساس أن تكون بعض اللافتات باللغتين الإنجليزية والأسبانية. حيث يوجد في مناطق تكساس أعداد كبيرة من الناطقين بالإسبانيةـ يتم كتابة العديد من اللافتات الرسمية، وكذلك الغير رسمية مثل المتاجر والكنائس واللوحات الإعلانية باللغة الأسبانية، وبعضها ثنائية اللغة مع الإنجليزية، ولكن البعض الآخر باللغة الأسبانية فقط.
في عام 2016، وضعت بورت أنجلس في واشنطن لافتات ثنائية اللغة باللغة الإنجليزية ولغات كلالام الأصلية للحفاظ على ثقافة كلالام في المنطقة وتنشيطها.

## آسيا

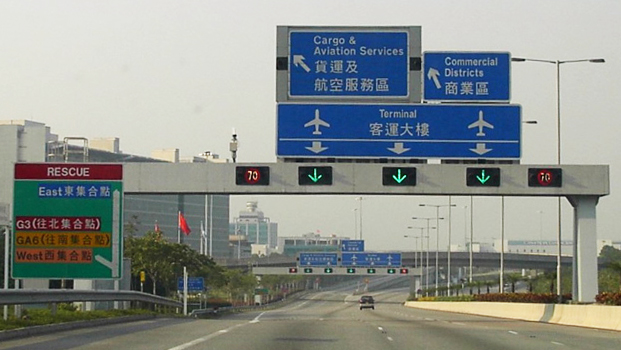
لافتة مرورية ثنائية اللغة باللغتين الإنجليزية والصينية في هونغ كونغ.

وفي جمهورية الصين الشعبية، تفرض الحكومة على المناطق ذاتية الحكم لافتات ثناية اللغة. حيث تتقاسم لغة أقلية المركز الرسمي مع الصينيين. تكون اللافتات في شينجيانغ باللغتين الأويغورية والصينية، وفي التبت تكون اللافتات باللغتين التبتية والصينية، وفي منغوليا الداخلية تكون اللافتات بالمنغولية (مكتوبة بالأبجدية الكلاسيكية) والصينية. وفي قوانغشي معظم اللافتات باللغة الصينية، بالرغم من أن لغة تشوانغ رسمية في المنطقة. كما أن المناطق ذات الحكم الذاتي الأصغر لها أيضا سياسات مماثلة. واللافتات في يانجي التي تقع على الحدود مع كوريا الشمالية هي لافتات ثنائية اللغة باللغتين الكورية والصينية. والعديد من مناطق مقاطعة تشينغهاي تفرض وجود لافتات ثنائية اللغة باللغتين التبتية والصينية. في بكين وتشنغهاي، نظرا الاستضافة الدولية للألعاب الأولمبية الصيفية 2008 ومعرض اكسبو 2010 أصبحت تقريبا جميع لافتات المرور في المدينة باللغتين الصينية والإنجليزية (خلال دورة الألعاب الأولمبية، كانت اللافتات على الملاعب الأولمبية أيضا باللغة الفرنسية). كما أن استخدام اللغة الإنجليزية في اللافتات ينمو في المدن الرئيسية الأخرى كذلك.
في هونغ كونغ وماكاو يجب أن تكون اللافتات ثنائية اللغة بالصينية التقليدية والإنجليزية أو البرتغالية على التوالي. وهذا بسبب أنه بالإضافة إلى اللغة الصينية فإن اللغة الإنجليزية والبرتغالية هما اللغتين الرسميتين في هونغ كونغ وماكاو على التوالي. ويمكن رؤية اللافتات ثلاثية اللغة بالإنجليزية والبرتغالية والصينية التقليدية في بعض المناطق المطورة حديثا في ماكاو.
وغالبا ماتكون اللافتات في إسرائيل ثلاثية اللغة بالعبرية والعربية والإنجليزية.
في سريلانكا تكون لافتات الطريق الرسمية بالسنهالية والتاميلية والإنجليزية.
وتكون لافتات الطرق في المملكة العربية السعودية ودول الخليج ثنائية اللغة باللغتين الإنجليزية والعربية. كما يمكن أن تعرض لافتات أخرى مثل لافتات البناء باللغتين الإنجليزية والعربية.

## اللافتات ثنائية اللغة

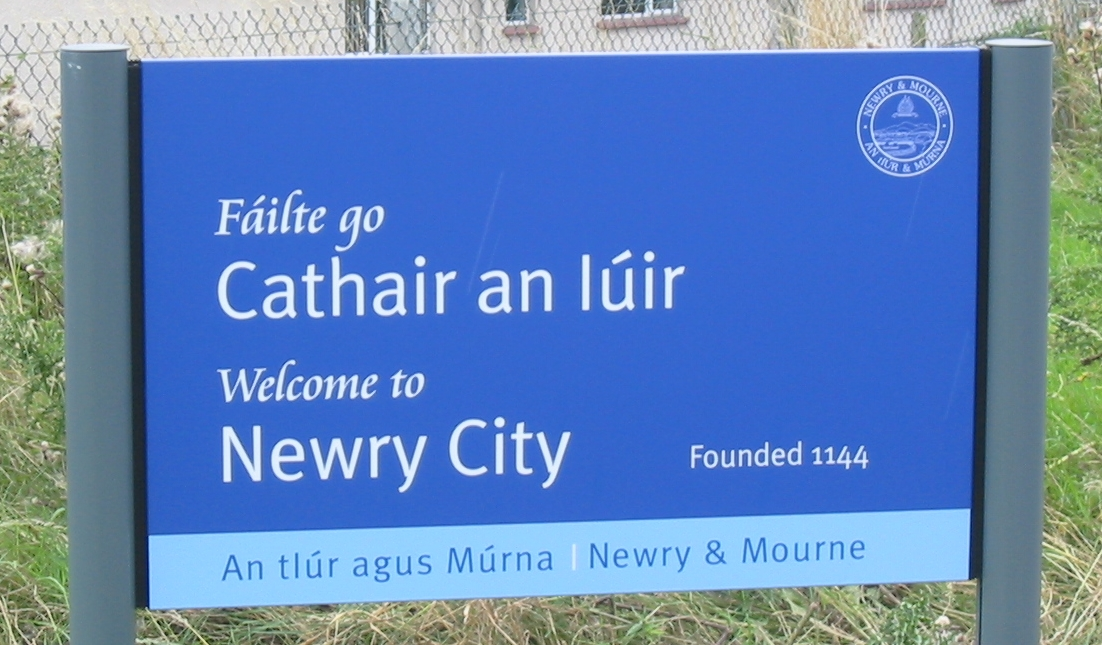
لافتة ترحيبية ثنائية اللغة في نيوري في أيرلندا الشمالية باللغتين الأيرلندية والإنجليزية. .
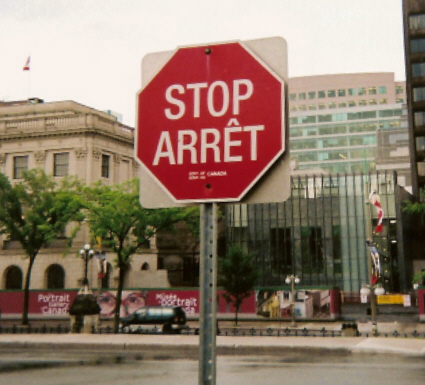
لافتة توقف ثنائية اللغة في اوتاوا وأونتاريو وكانادا..
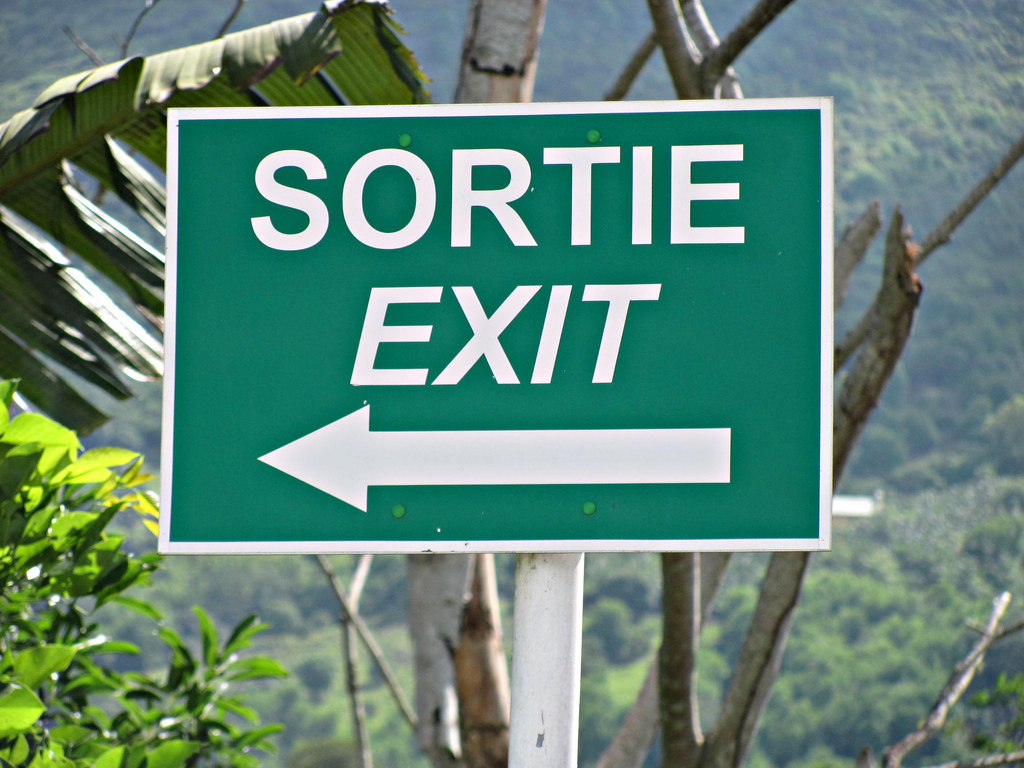
لافتة خروج في موريشيوس باللغتين الإنجليزية والفرنسية.